# 科尔坦泽
科尔坦泽（義大利語：Cortanze），是意大利阿斯蒂省的一个市镇。总面积4.46平方公里，人口295人，人口密度66.1人/平方公里（2009年）。ISTAT代码为005046。